# Chimarra guentheri
Chimarra guentheri là một loài Trichoptera trong họ Philopotamidae. Chúng phân bố ở miền Australasia.